# Diderot Studies
Les Diderot Studies sont une revue scientifique consacrée à Denis Diderot et aux Lumières.

## Historique
Créée, en 1949, par Otis E. Fellows et Norman L. Torrey aux presses de l’université de Syracuse à New York. Dès la troisième livraison, parue en 1957, elle est imprimée à Genève par la librairie Droz et diffusée par Minard et Champion. Sa livraison est semestriel et les articles sont rédigés en anglais et en français. Elle est éditée, depuis 2021, sous la direction de Zeina Hakim et Fayçal Falaky.